# Fort Union National Monument

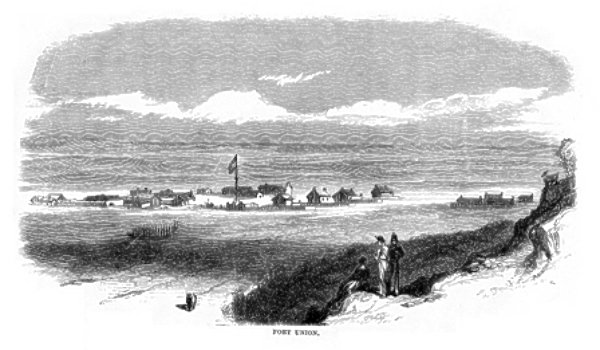
Fort Union – Blick von den Bergen, etwa 1855

Fort Union National Monument ist eine Gedenkstätte vom Typ eines National Monuments im Nordosten des US-Bundesstaats New Mexico. Sie bewahrt einen historischen Militärstützpunkt, der 1851 angelegt wurde, um das im Mexikanisch-Amerikanischen Krieg 1846/48 eroberte Territorium New Mexico zu kontrollieren und die Handelszüge auf dem Santa Fe Trail vor Indianer-Überfällen zu schützen.
Unter schwierigen Bedingungen mit einfachsten Mitteln errichtet, wurde das Fort mehrfach ausgebaut, bevor im Amerikanischen Bürgerkrieg eine neue befestigte Stellung rund eineinhalb Kilometer entfernt bezogen wurde. Diese wurde nach dem Bürgerkrieg wieder aus- und umgebaut und spielte eine wichtige Rolle in den Indianerkriegen der 1870er Jahre. Das Fort wurde 1891 aufgegeben, als die Eisenbahn den Standort überflüssig machte und die Bedrohung durch die Indianer Vergangenheit war.

## Geschichte
Der Santa Fe Trail war der wichtigste Handelsweg von den besiedelten Regionen der Vereinigten Staaten am Missouri River durch die Steppen und Wüsten des späteren Kansas und Colorado nach Santa Fe, der Hauptstadt der mexikanischen Provinz Nuevo Mexico. Der Handel hatte erst 1822 nach der Unabhängigkeit Mexikos von Spanien begonnen und erfuhr bis in die 1840er Jahre einen bedeutenden Aufschwung. Über Konflikte zwischen der seit 1836 unabhängigen Republik Texas, Mexiko und den USA begann 1846 der Mexikanisch-Amerikanische Krieg, den Mexiko 1848 verlor. Mexiko musste im folgenden Vertrag von Guadalupe Hidalgo die Territorien der heutigen US-Bundesstaaten Kalifornien, Arizona, Nevada, Utah, Teile von Colorado und Wyoming und auch New Mexico an die Vereinigten Staaten abtreten.
New Mexico gehörte zum Ninth Military Department (ab 1853 dann New Mexico Military Department), dem seit dem Krieg 10 % der gesamten Mannstärke der US-Armee zugeordnet waren. Nach dem Krieg hatte die US-Armee zunächst elf kleine Stützpunkte durch den ganzen Südwesten verteilt, die sich 1850/51 als unpraktisch herausstellten; einzeln waren sie zu schwach gegen die Apachen und Komantschen, für koordinierte Aktionen lagen sie zu weit auseinander. In einer abgelegenen Region mit extremem Klima, galten die Posten nicht als attraktiv. Das hatte negative Folgen für die Disziplin und Schlagkraft der Truppenteile.
Daraufhin errichtete die Armee unter der Koordination von Lieutenant Colonel Edwin Vose Sumner zwei neue Forts an den Knotenpunkten des Santa Fe Trails: 1850 Fort Atkinson (später Fort Dodge) am nordöstlichen Verzweigungspunkt und 1851 Fort Union, wo sich die beiden alternativen Wege wieder vereinten.
Als Vorposten an der Grenze der Zivilisation waren das Military Department und sein wichtigstes Fort weitgehend selbständig. Da Befehle aus Washington monatelang unterwegs gewesen wären, mussten die Kommandeure Entscheidungen selbst treffen. Fort Union war ein frühes Kommando in der Karriere einiger Offiziere, die später hohe Positionen erreichten. Darunter waren James Henry Carleton, Brevet-Brigadegeneral und Autor von militärischen Fachbüchern, in Fort Union 1852, William T. H. Brooks, Generalmajor, in Fort Union 1852, George Bibb Crittenden, Generalmajor, in Fort Union 1860–61, John R. Brooke, Generalmajor, in Fort Union 1867–68, John Irvin Gregg, Brevet-Brigadegeneral, in Fort Union 1870–73.

## Das Fort im Laufe der Zeit
Fort Union liegt auf etwa 2000 m über dem Meer an den Hängen der bis zu 3000 m hohen Berge der Sangre-de-Cristo-Kette, rund 150 km südlich des Raton Passes und etwa 175 km nordöstlich von Santa Fe. Den Standort hatte Sumner persönlich ausgesucht, der die Gegend aus dem Mexikanisch-Amerikanischen Krieg kannte.
In Fort Union waren von Anfang an Regimenter der Infanterie und der Dragoner stationiert, ab 1852 kam eine Batterie leichter Artillerie hinzu, ab 1856 auch mounted rifleman (berittene Infanterie). Erster Kommandeur war Captain Edmond B. Alexander vom 3. Infanterie-Regiment.
Das erste Fort von 1851 war eine offene Konstruktion aus einzeln stehenden Holzhütten, es wurde mehrfach erweitert und war 1861 mit maximal 1669 Soldaten der größte Stützpunkt westlich des Mississippi Rivers und wegen der Gehälter der Soldaten und lukrativen Versorgungsverträgen ein wichtiger Wirtschaftsfaktor für die Region. Anfangs war das Fort nur als temporäre Einrichtung geplant und wurde durch die Soldaten selbst mit einfachsten Mitteln aus Blockhäusern erbaut. Die Bauten waren bald in schlechtem Zustand, ein von Sumner befohlener Versuch der Selbstversorgung durch eine von den Soldaten betriebene Farm scheiterte unter den klimatischen Bedingungen New Mexicos.
Trotzdem erfüllte Fort Union seine Aufgabe. Die Truppen organisierten Patrouillen auf dem Santa Fe Trail und eskortierten einzelne Planwagenzüge. Händler und Autor William Davis gab im Jahr 1857 seinen erfreuten Eindruck des Forts wieder, als er nach den menschenleeren Steppen den Stützpunkt erreichte, der für die Sicherheit seines Geschäftes verantwortlich war.
Fort Union, 175 Kilometer vor Santa Fe, liegt im lieblichen Tal des Moro Bachs. Es ist ein offener Posten, ohne jede Palisaden oder Brustwehr und würde man nicht die Offiziere und Soldaten sehen, würde es eher wie ein ruhiges Grenzdorf erscheinen, denn wie eine Militärstation. Es ist mit breiten, geraden Straßen angelegt, die sich im rechten Winkel kreuzen. Die Hütten sind aus Kiefernholz gebaut, das in den benachbarten Bergen geschlagen wurde und die Unterkünfte sowohl der Offiziere, wie der Mannschaften machen einen gepflegten und angenehmen Eindruck.

### Bürgerkrieg
Nach Beginn des Amerikanischen Bürgerkriegs 1861 wurde der alte Standort in ein Depot umgewandelt und eineinhalb Kilometer entfernt eine gegen leichten Artilleriebeschuss gesicherte Festung mit großen sternförmigen Erdwällen nach dem Tenaillensystem errichtet. Dabei wurde an Fort Union das zentrale Depot an militärischen Versorgungsgütern (Waffen, Munition, Verpflegung) für den Südwesten angelegt. Bis zum Ende des Krieges waren zusätzlich Freiwilligen-Einheiten und Milizen in Fort Union stationiert. Sie kamen überwiegend aus New Mexico und dem benachbarten Colorado, gegen Ende des Krieges sogar aus Kalifornien.
1862, nach der Niederlage der Unionsarmee in der Schlacht von Valverde, war das Fort das einzige Hindernis zwischen den konföderierten Truppen und den kriegswichtigen Goldfeldern in Colorado. Ironischerweise war Henry Hopkins Sibley, der Befehlshaber der konföderierten Invasionsarmee, bevor er sich der Konföderation anschloss, 1861 selbst zeitweilig Befehlshaber des Forts gewesen. Die Garnison des Forts wurde durch Milizen aus Colorado unter Oberst John Potts Slough verstärkt. Slough marschierte mit dem Gros seiner Truppen auf die Konföderierten zu und schlug deren Vorhut rund 100 km südlich des Forts in der Schlacht am Glorieta-Pass. Die Konföderierten zogen sich daraufhin zurück, der New-Mexico-Feldzug war gescheitert.
Der Unterhalt der Erdwälle wurde im Frieden bald als zu aufwändig angesehen. Das dritte Fort wurde gleich neben den Wällen mit einfachen, landestypischen Wänden aus Adobe-Ziegeln erbaut. Es wurde mehrfach erweitert, ab 1867 etwa um ein Militärkrankenhaus. Baukosten und die Stationierung der Truppen brachten Aufträge für die lokale Bevölkerung und trugen wesentlich zum wirtschaftlichen Aufschwung der Region bei.

### Indianerkriege

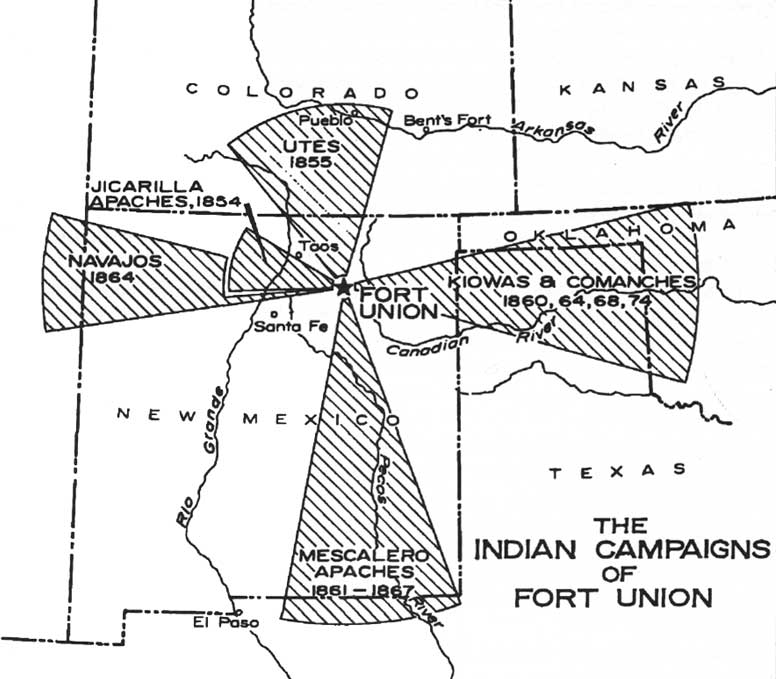
Feldzüge gegen Indianer von Fort Union zwischen 1854 und 1874

Gab es schon vor dem Bürgerkrieg einzelne Kampagnen gegen die Indianervölker in unmittelbarer Nähe des Forts, gingen von Fort Union in der Spätphase des Sezessionskriegs und danach mehrere Feldzüge im Rahmen der Indianerkriege aus. Dazu wurde Kit Carson im Jahr 1866 kurzzeitig als Brevet-Brigadegeneral in Fort Union verpflichtet, um seine Kenntnisse vom Land und dessen Bewohnern der Armee zur Verfügung zu stellen. Carson war einer der berühmtesten Trapper und Scouts (Kundschafter), ausgezeichnet für seine Rolle im Mexikanisch-Amerikanischen Krieg und im Bürgerkrieg und er hatte Erfahrung in militärischen Kampagnen gegen Indianer, seit er 1864 den Feldzug gegen die Navaho geführt hatte, der zu einer als „Langer Marsch“ bekannt gewordenen Zwangsumsiedlung führte. In Fort Union führte er eine Kampagne gegen die Mescalero-Apachen.
Die Cheyenne, Arapaho, Kiowa und Komantschen wurden 1867 zwangsweise aus ihren traditionellen Jagdgebieten in Indianerreservaten im Indianer-Territorium, dem heutigen Oklahoma umgesiedelt. Anlass waren einige Überfälle auf weiße Siedler, Farmen, Händler und nicht zuletzt auf die Eisenbahn, die immer weiter in die Prärien von Kansas vorrückte. Die Völker hielten sich nur teilweise an die ihnen aufgezwungenen Verträge, sie konnten oder wollten ihre Jagdgebiete und die einzige Lebensweise, die sie kannten, nicht aufgeben.
Die Armee reagierte mit kleineren Kampagnen im ganzen Südwesten und gegen fast alle Völker der Region. Ab 1871 wurden die Soldaten von Fort Union auch eingesetzt, um illegalen Handel zwischen Bewohnern New-Mexikos, überwiegend indianischer Abstammung aus den Pueblo-Völkern, und den Indianern der Prärie, vor allem den Komantschen, zu verhindern. Dabei sollten einerseits die Prärie-Indianer vor dem für sie verbotenen Alkohol geschützt werden, andererseits lag es im Interesse der US-Regierung, die Völker in Abhängigkeit vom Bureau of Indian Affairs und seinen Agenturen zu halten.
Die Konflikte eskalierten im Sommer 1874: Nach einigen Überfällen der Kiowa und widersprüchlichen Berichten über Angriffe einer Gruppe, die für Südliche Cheyenne gehalten wurde, auf Siedler in New Mexico und Texas, griff die Armee ein. Auch Truppen aus Fort Union beteiligten sich an einem Feldzug gegen die Komantschen, Arapaho, Kiowa und Südlichen Cheyenne am Red River zwischen Texas und dem Indianer-Territorium im heutigen Oklahoma, der als Red-River-Krieg eine der größten Militäraktionen gegen die Amerikanischen Ureinwohner war. In den folgenden Jahren gab es immer wieder Berichte über Indianer auf dem Weg zu Überfällen, aber die Armee konnte keine Spuren finden. Es gibt Hinweise, dass die Gefahr von Indianerüberfällen durch die Siedler systematisch übertrieben wurde, um Truppen in die Region zu holen, mit deren Versorgung die Siedler gute Geschäfte machen konnten.

### Weitere Aufgaben
Auch gegen Gesetzlose unter der weißen Bevölkerung wurde die Armee gerufen. Nach kleineren Goldfunden kam es 1869 in Cimarron, etwa 60 km nördlich des Forts, zu Konflikten zwischen den Ute, Siedlern, die sich das Land bisher friedlich mit den Indianern teilten, und einem Unternehmen namens Maxwell Land Grant and Railway Company, das mit Geldern britischer und niederländischer Kapitalgeber und beachtlicher politischer Rückendeckung den kompletten Boden für sich reklamierte. Ein Pfarrer, der die Siedler unterstützte, wurde von Revolverhelden ermordet, ein Constable, der im Verdacht stand, in den ersten Mord verwickelt zu sein, gefoltert und ermordet. Die Justiz war machtlos, da alle Seiten Rückendeckung bekamen. Die Indianer waren völlig schutzlos. Offiziere aus Fort Union versuchten zu ermitteln, erreichten aber nichts, als ihnen der einzige Verdächtige nach einem Teilgeständnis auf dem Weg zwischen Gericht und Gefängnis von einem vermeintlich spontanen Mob entrissen und gelyncht wurde.
Die Bahnlinie der Atchison, Topeka and Santa Fe Railway erreichte 1879 Fort Union, in der Folge wurde das Depot überflüssig und geschlossen. Zu diesem Zeitpunkt waren Fort Union und die anderen Forts, die gegen die Indianer angelegt worden waren, bereits umstritten. Es dauerte jedoch noch bis zum 21. Februar 1891, bis der Standort völlig aufgelassen wurde. Zufällig am selben Tag wurde in New York City General William T. Sherman begraben, Held des Bürgerkriegs und später als Oberbefehlshaber der US-Armee für die Indianerkriege verantwortlich. Die Zeit des „Wilden Westens“ war vorüber: Die Besiedelung der amerikanischen Prärien so weit fortgeschritten, dass die frontier, die Grenze der Zivilisation, nicht mehr existierte.

## Fort Union heute

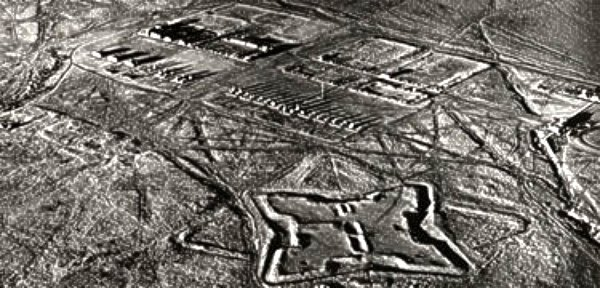
Luftbild von Fort Union in den 1950er Jahren – im Vordergrund das zweite Fort, im Hintergrund die Ruinen des dritten Forts

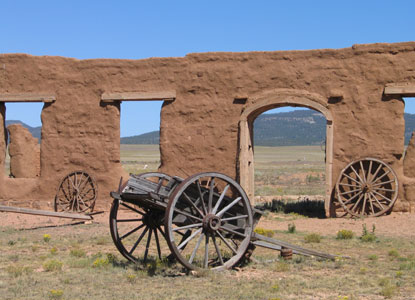
Exponate vor Adobe-Wand im mechanics corral

Nach dem Zweiten Weltkrieg nahm das Interesse an der Siedlungsgeschichte im Westen der USA zu und 1955 schenkte die Union Land and Grazing Company den Boden des Forts der Bundesregierung, zur Errichtung eines National Monuments, das im folgenden Jahr eröffnet wurde. Es gehört heute nach Fläche und Besucherzahl zu den kleinen Schutzgebieten des National Park Service und besteht aus einer Besucherinformation und einem Rundweg durch die Ruinen des dritten Forts mit einigen historischen Exponaten, wie Planwagen und Kanonen. Im Gebiet sind auch noch nach über 150 Jahren an mehreren Stellen Ruts genannte Wegspuren der großen Planwagen des Santa Fe Trails zu erkennen.
Die Ruinen stehen in einer Kurzgras-Prärie mit einem auffallend kleinräumigen Mosaik aus verschiedenen Pflanzengesellschaften. Die Vielfalt verdankt das flächenmäßig kleine Schutzgebiet der Abwesenheit von Weidenutzung über mittlerweile fünf Jahrzehnte. Benachbarte Flächen, die von einer Rinderfarm beweidet werden, sind wesentlich ärmer an Arten und Pflanzengesellschaften. Insgesamt wurden 142 Pflanzenarten und sechzehn Pflanzengesellschaften nachgewiesen, außerdem 33 Arten von Reptilien und Amphibien sowie 16 Säugetierarten (Spitzmäuse und Fledermäuse konnten mit den verwendeten Methoden nicht erfasst werden, sind aber im Gebiet vorhanden). Typisch für die Strukturen sind Baumwollschwanzkaninchen, Silberdachs, Kojote und Gabelbock.